# Турдаково (Поріцький район)
Турда́ково (рос. Турдаково, чув. Турдаково) — село у складі Поріцького району Чувашії, Росія. Входить до складу Риндинського сільського поселення.
Населення — 13 осіб (2010; 46 у 2002).
Національний склад:
- росіяни — 87 %